# Budynek Parlamentu w Londynie
Budynek Parlamentu w Londynie (fr. Parlement de Londres) – cykl obrazów namalowanych przez Claude’a Moneta w latach 1900–1904, przedstawiająca budynek Pałacu Westminsterskiego w Londynie.

## Okoliczności powstania i opis obrazów
Jesienią 1899 Claude Monet opuścił Francję i po raz drugi odbył podróż do Londynu. W latach 1899–1901 stworzył tam cykl widoków Tamizy z budynkiem brytyjskiego parlamentu w tle. Początkowo kadrował miasto ze swego pokoju w Savoy Hotel, co umożliwiło mu uwiecznienie odcinka rzeki od mostu Waterloo Bridge na wschodzie do mostu Charing Cross Bridge na zachodzie. Na obrazach przedstawiał smugi dymu nad Southwark, tłumy przechodniów, autobusy oraz buchające parą pociągi przekraczające Tamizę. Zza mostu Charing Cross Bridge wyłaniała się mu się wówczas sylwetka budynku parlamentu. Na części obrazów z tego okresu Tamiza ujęta jest w jasnym świetle słonecznym, na innych w świetle zachodzącego słońca lub prawie niewidoczna w gęstej mgle.
Począwszy od lutego 1900 Monet ustawiał swoje sztalugi na tarasie Szpitala św. Tomasza, po drugiej stronie rzeki, nanosząc na płótno sylwetkę budynku Pałacu Westminsterskiego jako monstrualnej i powyszczerbianej konstrukcji. Nierzeczywisty i upiorny zarys budynku sprawia wrażenie zjawy. Niebo i woda są przedstawione w podobnych tonach, zazwyczaj w jasnofioletowych, różowych, bądź pomarańczowych.
Wszystkie obrazy zostały stworzone na płótnach o identycznych rozmiarach. Cykl jest najlepszym przykładem koncepcji „koperty”. Poprzez przedstawienie statycznego obiektu w różnej perspektywie światła artysta ukazał, w jaki sposób każda z odmiennych „kopert” kształtuje postrzeganie odbiorcy. Pierwsze prace Moneta różnią się od tych późniejszych. Rzeka i budynki przedstawione są na nich w sposób bardziej obojętny, pasywny i spokojny. Na pracach z późniejszego okresu można dostrzec ostrzejsze, bardziej agresywne i dynamiczne formy. Część z obrazów posiada dodatkowe zdania w tytule, które precyzują uchwycone warunki atmosferyczne („kopertę”), np. „Efekt mgły”, „Słońce wschodzące we mgle”, czy „Zachód słońca”.
W czasie pobytu Londynie Monet stworzył prawie sto obrazów ukazujących Tamizę i budynek parlamentu, często przechodząc od jednego do drugiego wraz ze zmianą padającego światła. Po powrocie do Francji, kontynuował prace nad cyklem w swoim studio w Giverny. W maju 1904 37 obrazów zostało wystawionych w Galerii Durand-Ruela w Paryżu.

## Galeria

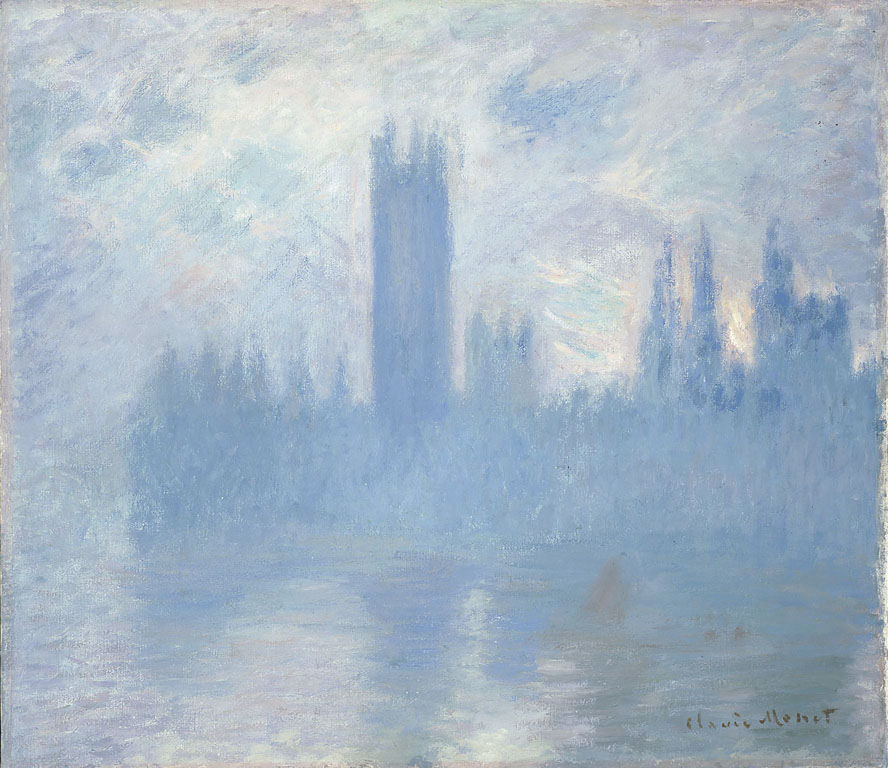
Londres, le Parlement 1900-1901, Art Institute of Chicago
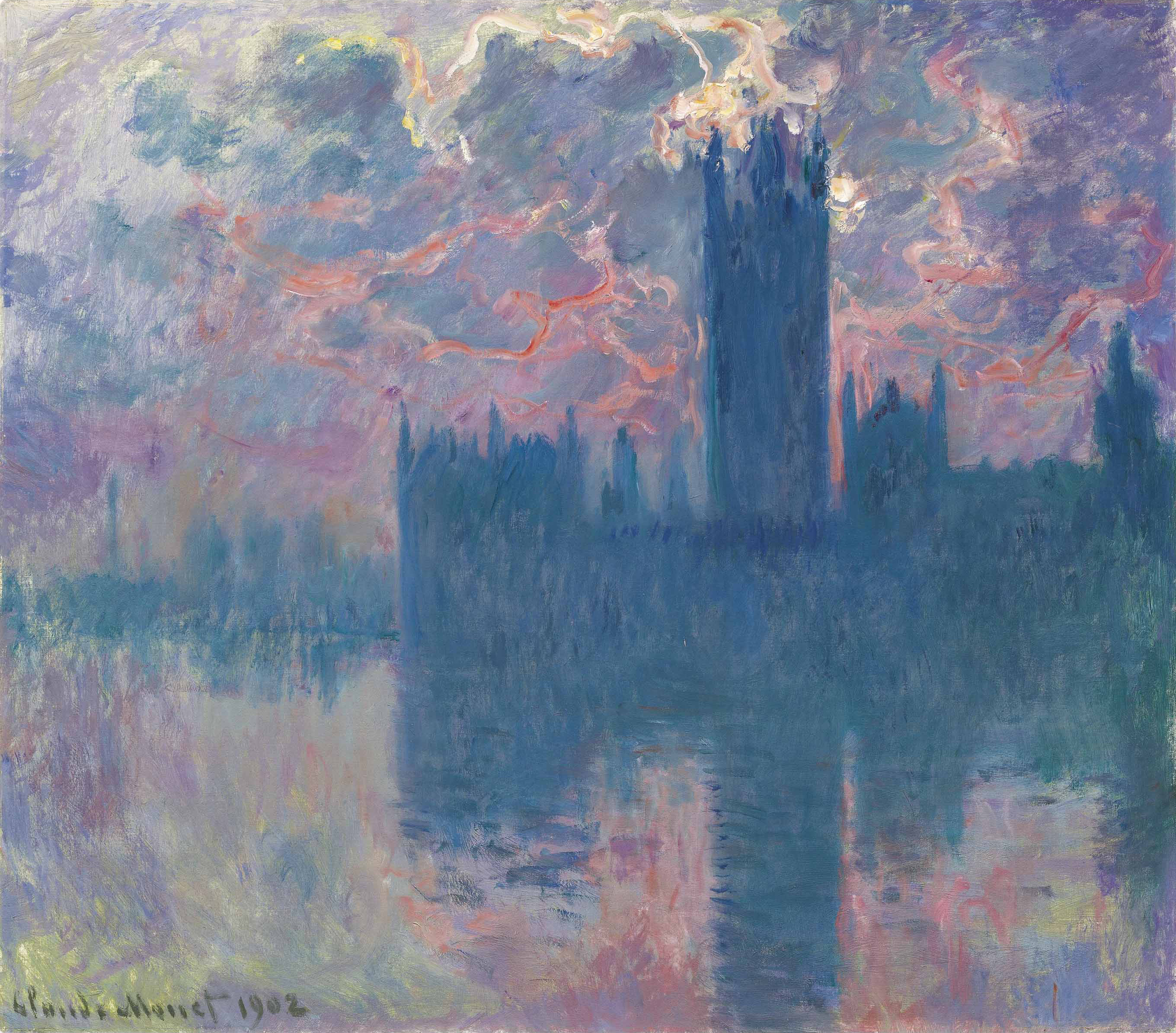
Parlement, coucher du soleil, 1902, National Gallery w Londynie
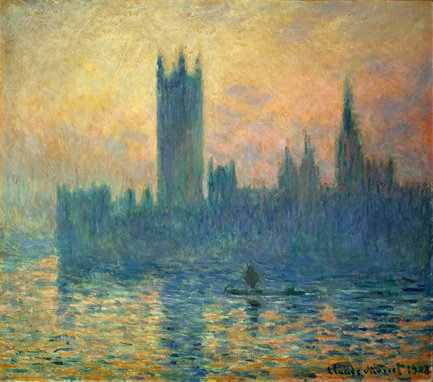
Le Parlement de Londres, soleil couchant, 1903, Narodowa Galeria Sztuki w Waszyngtonie
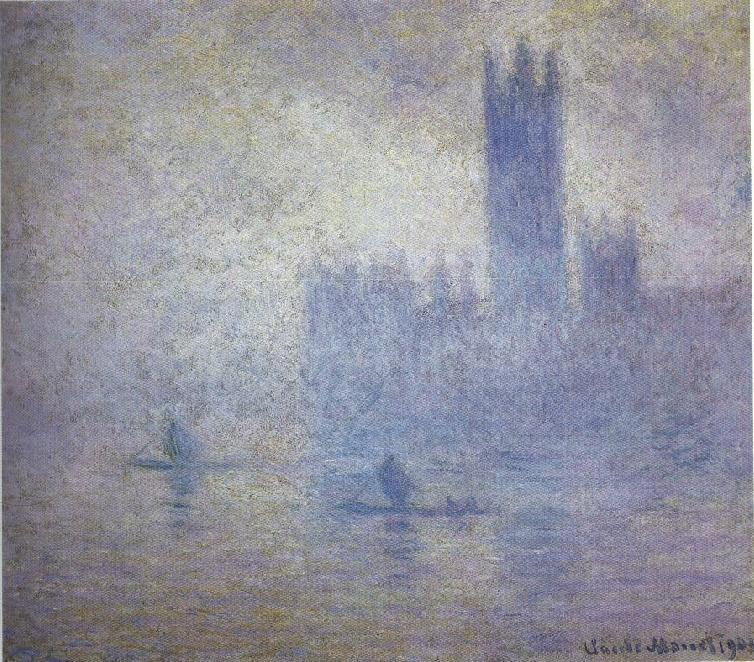
Le Parlement, effet de brouillard, 1904, Museum of Fine Arts, St. Petersburg (Floryda)
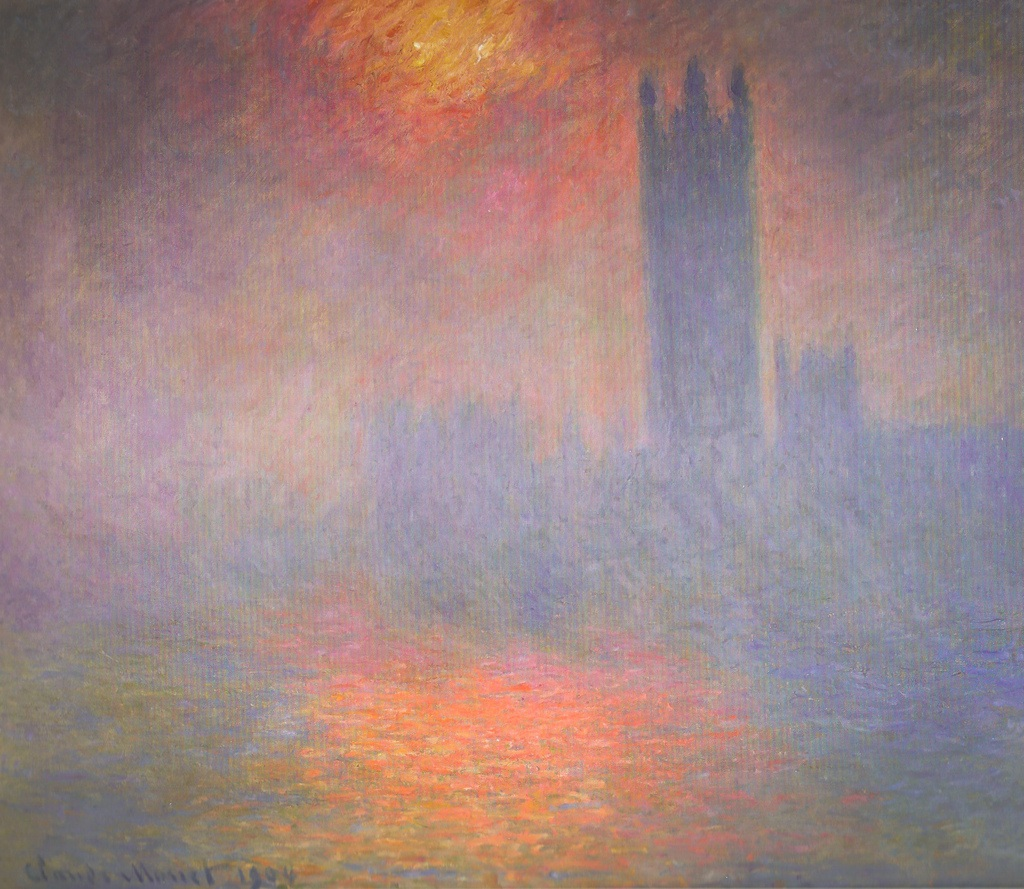
Londres, le Parlement. Trouée de soleil dans le brouillard, 1904, Musée d’Orsay
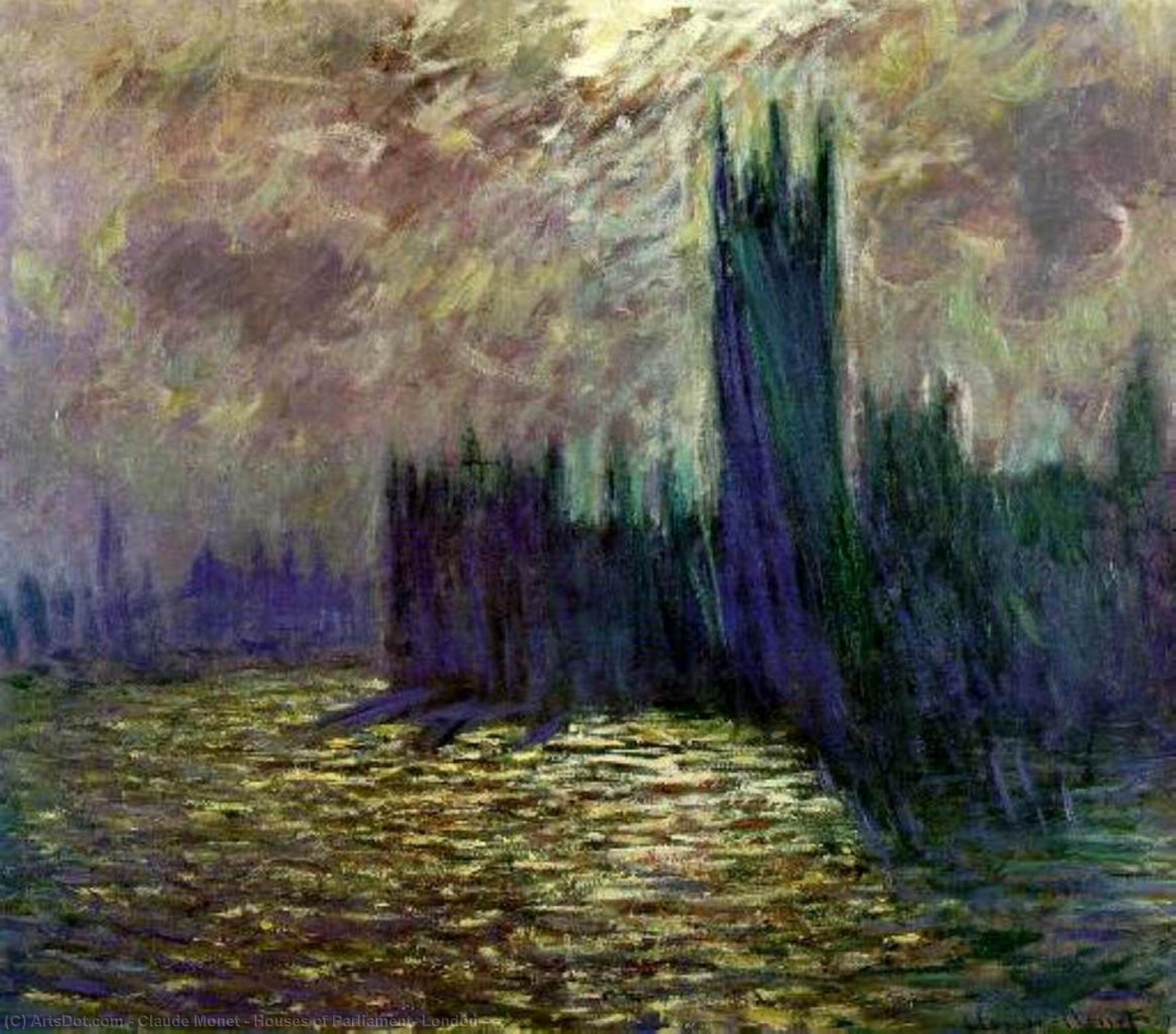
Londres. Le Parlement. Reflets sur la Tamise Huile sur toile, 1904, Musée Marmottan Monet w Paryżu
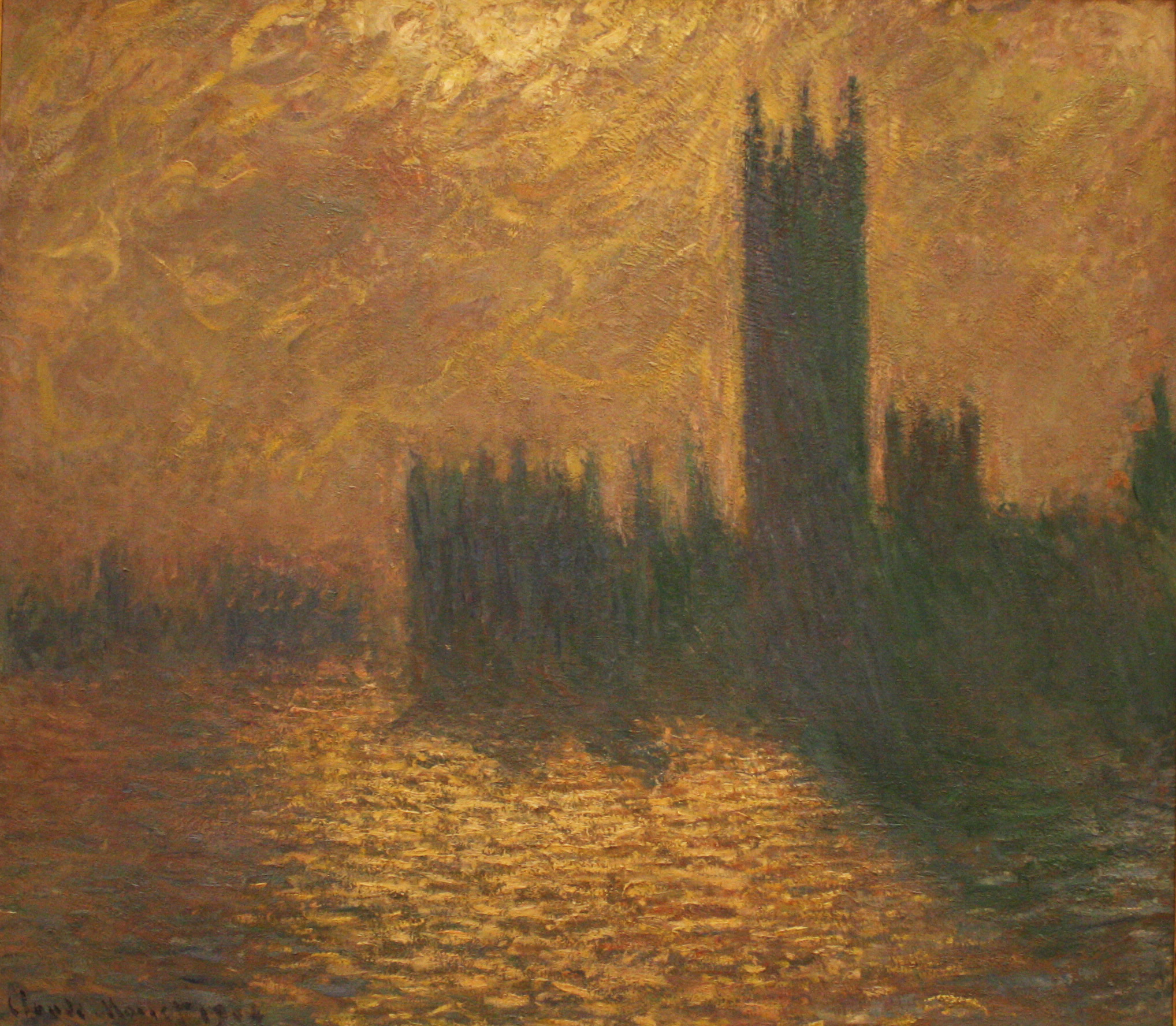
Le Parlement de Londres, 1904, Palais des Beaux-Arts w Lille
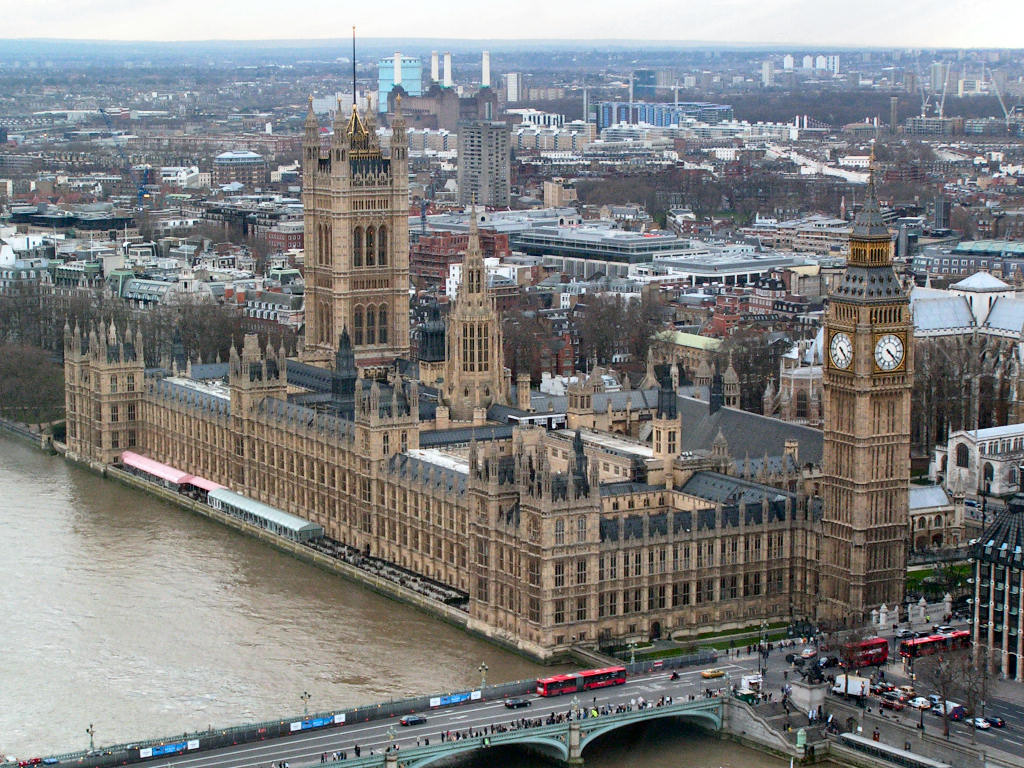
Widok Pałacu Westminsterskiego z London Eye